# Lo Espejo
Lo Espejo är en kommun i Chile.   Den ligger i provinsen Provincia de Santiago och regionen Región Metropolitana de Santiago, i den södra delen av landet. Huvudstaden Santiago de Chile ligger i Lo Espejo. Antalet invånare är 112 800. Arean är 7,2 kvadratkilometer.
Terrängen i Lo Espejo är platt.
Runt Lo Espejo är det i huvudsak tätbebyggt. Runt Lo Espejo är det ganska glesbefolkat, med 40 invånare per kvadratkilometer.